# Батуєв Микола Олександрович
Микола Олександрович Батуєв (14 (26) листопада 1855 — 20 квітня (3 травня) 1917) — російський вчений і педагог в області анатомії, доктор медицини, професор, статський радник.

## Біографія
Народився 1855 року в місті Малмиж Вятської губернії, освіту здобув в Уфимській чоловічій гімназії. 1879 року після закінчення Імператорської медико-хірургічної академії, працював асистентом в академічній клініці професора С. П. Коломніна. З 1885 року став асистентом, а потім прозектором кафедри нормальної анатомії ІМХА. 1887 року захистивши дисертацію на тему «Анатомічні та хірургічні дослідження сечового міхура і сечівника», здобув ступінь доктора медицини.
З 1891 року – приват-доцент, з 1897 року – професор і перший завідувач кафедри анатомії Санкт-Петербурзького жіночого медичного інституту, творець музею при кафедрі.
З 1900 по 1917 рік був ординарним професором анатомії, організатором і керівником кафедри анатомії Імператорського Новоросійського університету, створив великий анатомічний музей; деякі краніологічні колекції музею (українських, європейських черепів) за обширністю були на 1928 рік єдиними в СРСР. У 1911 році проведений у дійсні статські радники.

## Праці
- Батуев Николай Александрович Данные для учения о так называемой хирургической шейке мочевого пузыря, Еженед. клин газета: № 33 — 615 с., № 34 — 641 с., № 35 — 663 с. 1885 г.
- Батуев Николай Александрович Анатомические и хирургические исследования мочевого пузыря и мочеиспускательного канала: Дис. на степ. д-ра мед. Н. Батуева. — Санкт-Петербург: типо-лит. А. М. Вольфа [в Спб.], 1887 г. — 90 с.
- Батуев Николай Александрович О морфологии зубов в антропологическом отношении, Рус. мед.: № 42 — 681 с. 1893 г.
- Батуев Николай Александрович К морфологии коронки зубов человека и животных: Анат.-антропол. исслед. / [Соч.] Прозектора Н. Батуева. — Санкт-Петербург: Воен. тип., 1894 г.
- Батуев Николай Александрович Неправильность левой почечной вены и в связи с нею сохранившаяся часть левой кардинальной вены / [Соч.] Проз. Н. А. Батуева. — [Санкт-Петербург]: тип. Я. Трей, ценз. 1897 г. — 12 с.
- Батуев Николай Александрович Лекции по анатомии / [Соч.] Н. А. Батуева, проф. Имп. Новорос. ун-та. Одесса : 1 курс Мед. фак. Имп. Новорос. ун-та, 1900 г.
- Батуев Николай Александрович Случай парного врожденного неполного наружного свища шеи у взрослого мужчины в связи с вопросом о т. наз. жаберных щелях / [Соч.] Проф. Н. А. Батуева. — Санкт-Петербург: тип. Я. Трей, 1902 г. — 19 с.
- Батуев Николай Александрович Найденная в бумагах покойного Н. И. Пирогова черновая доклада о желательных преобразованиях Медико-хирургической академии Комиссии из профессоров ее Бера, Пирогова и Загорского, с письмом последнего к Пирогову / С примеч. проф. Н. А. Батуева. — [Санкт-Петербург]: тип. Я. Трей, ценз. 1902 г. — 13 с.
- Батуев Николай Александрович Двусторонее врожденное ненормальное подъязычно-щитовидное сочленение у взрослого мужчины — articulatio hyo-thyrcoidea anomala congenita в связи с развитием гортани / [Соч.] Проф. Н. А. Батуева. — Санкт-Петербург: тип. Я Трей, 1902 г. — 13 с.
- Батуев Николай Александрович Лекции по анатомии Н. А. Батуева, проф. Имп. Новорос. ун-та. — Одесса: изд. студентов-медиков 1 курса, 1902 г. — 246 с.
- Батуев Николай Александрович Лекции по анатомии костей, суставов, мышц, больших полостей, кровеносных сосудов и нервов тела человека: Применит. к изуч. препарованием на труппе[!] / [Соч.] Проф. Новорос. ун-та Н. А. Батуева. — Одесса: типо-лит. Штаба Одесск. воен. округа, 1903 г. — 277 с.
- Батуев Николай Александрович Речь, произнесенная 23-го ноября 1906 г. в заседании общества русских врачей в Одессе, посвященном памяти Н. И. Пирогова по случаю 25-летия со дня его кончины / Проф. Н. А. Батуев. — Одесса: «Славян.» тип. Е. Хрисогелос, 1907 г. — 18 с.
- Атлас по анатомии человека / При содействии Вильгельма Гиса, проф. анатомии Лейпциг. ун-та, сост. Вернер Шпальтегольц, проф. Лейпциг. ун-та и хранитель Анат. музея; Пер., с разреш. авт., Н. А. Батуева, проф. анатомии в Новоросс. ун-те. — 2-е изд., испр. и доп. Ч. 1-. — Москва: типо-лит. т-ва И. Н. Кушнерев и К°, 1907—1909 гг.
- Батуев Николай Александрович Лекции по анатомии костей, суставов, мышц, больших полостей, кровеносных сосудов, с сердцем, нервов, органов дыхания, пищеварения, мочеполовых и центральной нервной системы человека: Применит. к изуч. препарованием на трупе / [Соч.] Проф. Новорос. ун-та Н. А. Батуева. — Одесса: Типо-лит. Штаба Одес. воен окр., 1907 г. — 360 с
- Батуев Николай Александрович Памяти Николая Ивановича Пирогова: (По случаю 100-летия со дня его рождения)/ Н. А. Батуев. — С. Петербург: Типография «Я. Трей»,1911 г. — 44 с.
- Атлас по анатомии человека / При содействии Вильгельма Гиса, проф. анатомии Лейпциг. ун-та, сост. Вернер Шпальтегольц, проф. Лейпциг. ун-та и хранитель Анатом. музея; Пер., с разреш. авт., Н. А. Батуева, проф. анатомии в Новорос. ун-те. — 3-е изд. Ч. 1-3. — Москва: Типо-лит. т-ва И. Н. Кушнерев и К°, 1910—1916 гг.
- Батуев Николай Александрович Руководство по нормальной анатомии: Сост. применительно к изучению препарованием на трупе / [Соч.] проф. Н. А. Батуева Под ред. проф. Н. Г. Стадницкого. — [Саратов]: Гос. изд-во. Саратовское отд., 1920 г. — 396 с.; 28 см — (Серия изд./ Подотд. соц. обеспечения учащихся высших учеб. заведений гор. Саратова).
- Батуев Николай Александрович Лекции по анатомии костей, суставов, мышц, больших полостей, кровеносных сосудов, сердца, нервов, органов дыхания, пищеварения, мочеполовых и центральной нервной системы человека: Применительно к изучению препорованием [!] на трупе / [Соч.] проф. Новороссийск. ун-та Н. А. Батуева. — Краснодар: Гос. изд-во. Кубанско-Черноморск. отд-ние, 1921 г. — 436 с.